# Thunbergia atacorensis
Thunbergia atacorensis är en akantusväxtart som beskrevs av Akoègn. och Stanisław Lisowski. Thunbergia atacorensis ingår i släktet thunbergior, och familjen akantusväxter. Inga underarter finns listade i Catalogue of Life.